# 高岡利治
高岡 利治（たかおか としはる、1958年〈昭和33年〉7月1日 - ）は、日本の政治家。熊本県水俣市長（20代目、2期）、元水俣市議会議員（3期）。

## 来歴
熊本県菊池市出身。鎮西高等学校卒業。
かつては水泳選手として活動。小学5年で水泳を始め、高校2年当時、1975年に三重国体で出場した200メートルリレーで当時の高校日本新記録をマーク。日本体育大学進学後の1977年に出場した日本選手権水泳競技大会で、200メートル個人メドレーで3位に入る。大学4年生当時の1980年4月、全日本室内選手権で上位入賞、同年6月に予定されていたモスクワオリンピック日本代表の最終選考レースへの出場権を得る。しかし、同年5月24日に日本オリンピック委員会は政府の方針通りにモスクワオリンピック不参加を決定、6月の最終選考レースも中止になり、五輪への道も絶たれた。以後、競技に対する向上心や練習への情熱を失ったということで、指導者の道へ進むこととなる。1981年（昭和56年）3月、日本体育大学体育学部社会体育学科卒業。同年から拓殖大学紅陵高等学校で保健体育教諭を務めた。その後、ビジネスホテル従業員、県議会議員秘書などを務めた。
2006年（平成18年）2月の市長選は、産業廃棄物処理施設建設計画の是非が最大の争点となり、許認可権が県知事にあることを理由に中立の立場を貫く現職の江口隆一に対し、反対派の市民団体が元教育長の宮本勝彬を擁立。処理施設をめぐり、水俣市は二つに大きく割れ、市長選と同日に行われる水俣市議会議員補欠選挙（定数1）に江口陣営は高岡を擁立し、宮本陣営は、出馬した前市議の千々岩巧と共闘した。2月5日、投開票。江口は宮本に敗れ、高岡も落選した。

### 水俣市議会議員
2007年（平成19年）4月、水俣市議会議員に初当選。
2010年（平成22年）から国際連合環境計画が中心となり、水銀および水銀を使用した製品の製造と輸出入を規制する国際条約の制定に向けた会合が重ねられるが、2012年（平成24年）12月、水俣市議会は、条約名に水俣の名前をつけることに反対の意見書を採択した。
2013年（平成26年）1月19日、ジュネーブで開かれた政府間交渉委員会で、条約の名称を「水銀に関する水俣条約」とすることが決定。同年3月11日、高岡は市議会本会議で宮本勝彬市長に、「前年反対の意見書の採択をどう思うか」と質問。宮本が「配慮しなければならないとも考えているが、条約名に水俣の名がつくことは、水俣市にとっても市民にとっても有意義なことと捉えている」と答えると、高岡は「条約自体は否定はいたしません。ただ、それを水俣と名称をつけることによる影響が私は非常にいろいろな意味でまた今後出てくるんじゃないかというふうに懸念をするわけです。そういう名前だけを使われて、条約名が発信されて影響や責任だけを市民が負わされるんであっては絶対にならないというふうに思います」と述べ、名称反対の意思を重ねて公に示した。
同末、翌年の水俣市長選挙に向け、副市長の田上和俊と元市長の江口隆一の二人が名乗りをあげたため、保守陣営が分裂。このときの候補者擁立をめぐり、高岡は自民県連政調会長の吉永和世県議と対立。2015年（平成27年）の県議選・水俣市選挙区（定数1）では高岡は吉永の対立候補を支援したため、吉永が支部長を務める自民党水俣市支部から除名処分を受けた。

### 水俣市長
2017年（平成29年）12月18日、チッソの事業子会社JNCの労組水俣支部で記者会見し、任期満了に伴う水俣市長選挙に立候補する意向を表明。
2018年（平成30年）1月15日、市議を辞職。同年2月4日に行われた市長選に、JNC労組の全面支援を受けて立候補。除名処分を受けていたことから自民党水俣市支部は自主投票としたが、市議6人が高岡を支援した。現職の西田弘志との一騎打ちを制し初当選を果たした。2月22日、第19代水俣市長就任。
※当日有権者数：21,360人 最終投票率：65.52%（前回比：-3.24pts）
| 候補者名 | 年齢 | 所属党派 | 新旧別 | 得票数  | 得票率 | 推薦・支持 |
| -------- | ---- | -------- | ------ | ------- | ------ | ---------- |
| 髙岡利治 | 59   | 無所属   | 新     | 7,328票 | 52.81% |            |
| 西田弘志 | 59   | 無所属   | 現     | 6,547票 | 47.19% |            |

2022年（令和4年）2月6日に行われた市長選挙で再選。
※当日有権者数：19,941人 最終投票率：57.11%（前回比：-8.41pts）
| 候補者名 | 年齢 | 所属党派 | 新旧別 | 得票数  | 得票率 | 推薦・支持 |
| -------- | ---- | -------- | ------ | ------- | ------ | ---------- |
| 髙岡利治 | 63   | 無所属   | 現     | 7,312票 | 64.91% |            |
| 田代久子 | 63   | 無所属   | 新     | 3,953票 | 35.09% |            |

## 政策・人物

### 映画『MINAMATA-ミナマタ-』をめぐって
2018年10月23日、英国のハンウェイ・フィルムズが、水俣病を記録した写真家のユージン・スミスを題材にした映画の製作発表をした。2019年2月2日、映画のエグゼクティブ・プロデューサーは高岡宛てに「スミス夫妻が水俣で過ごした日々をできるだけ忠実に描写したい」「近い将来水俣を訪れたいので挨拶にうかがいたい」とメールを送った。同年3月5日、高岡は市議会の一般質問で映画について問われ、「1970年代の水俣の様子や起こったことが正確に伝えられることが大切」としながらも、「地域にとって負のイメージだけが広がらないようにお願いしたい」と述べた。
映画『MINAMATA-ミナマタ-』は2020年2月にベルリン国際映画祭で公開。2021年4月、日本の配給会社のロングライドは高岡に面会。日本の全国公開は2021年9月23日に決まり、同年6月、ロングライドは完成した映画を市に送った。
地元有志による実行委員会は8月21日に水俣市文化会館で先行上映会を開くことを企画。同年6月、市に名義後援を申請したが、市は6月29日付で上映会の後援を拒否する通知書を送った。通知書には「複雑な市民感情を考慮した。映画が史実に即したものか分からず、制作者の意図も不明」という理由を付した。一方、熊本県は後援を承諾していることから、朝日新聞が取材すると、市は「水俣病を過去のものとして忘れたいという市民もいることを踏まえ、後援が適切か分からない」と回答した。7月29日、高岡は定例記者会見で「映画の中身がわからない状況の中で地元の市長として安易に後援をすることは難しいという考えだった」と説明。鑑賞可能な状態であるにもかかわらず、高岡が見ることを拒んだことが明らかとなった。なおその後、新型コロナウイルス感染拡大による緊急事態宣言発出が全国各地で相次いだことから、実行委員会は8月21日の上映を9月18日に変更した。

### その他
- 2021年11月、「観光大使」制度を創設。第1号に市出身の江口寿史を選んだ[20]。同年11月13日、高橋はエコパーク水俣で江口に委嘱状を公布した[21]。
- マリンスポーツのSUP（スタンドアップパドルボード）の全国大会の誘致に官民一体で取り組んでいる。2021年に観光大使第1号になることが決まった江口寿史は、湯の児島を背景に女性がSUPを楽しむイラストを描いた。市は、2年連続で延期になった全日本選手権を盛り上げるため、同イラストを大会ポスターやのぼり旗、関連グッズに活用する予定[20][21]。
- 2022年3月25日、市内であった会合に出席。同席した市職員の新型コロナウイルス感染が分かったため、濃厚接触者として28日から自宅待機。29日、PCR検査の結果、陽性と判明した[22]。